# Denise Richards
Denise Richards (Downers Grove, Illinois, 1971. február 17.–) amerikai színésznő. Charlie Sheen volt felesége.

## Élete és pályafutása
Édesapja, Irv és édesanyja, Joni a Jitters kávéházlánc tulajdonosai. Az illinois-i El Camino gimnázium elvégzése után Kaliforniába költözött, ahol fotómodellként dolgozott (Párizs, Tokió, New York). Ő volt a Bonne Bell kozmetikai cikkek makeup lánya. Ezután úgy döntött, színésznő lesz. A mozisikerhez vezető út több népszerű tévésorozaton át vezetett. Legismertebb filmjei A világ nem elég és a Vad vágyak. Később szerepelt a "The Real Housewives of Beverly Hills" című valóságshowban.
Charlie Sheennel az Eltanácsolt tanácsadó című amerikai filmvígjáték forgatásán találkoztak. A Kerge város című sorozat forgatásán fonódott szorosabbra kapcsolatuk, 2002 júniusában házasodtak össze. két lányuk született, Sam (2004) és Lola (2005). 2005-ben váltak el.
Denise 2011-ben csecsemőként örökbe fogadta legkisebb lányát, Eloise-t, akinél 2016-ban egy ritka genetikai rendellenességet (8-as kromoszóma delécióját) diagnosztizálták.
2017 júniusában egy gyógyító központban találkozott össze Aaron Phypers-szel, majd 2018-ban Malibuban összeházasodtak. Phypers 2025-ben válókereset nyújtott be, a hivatalos indoklás szerint „összeegyeztethetetlen különbségek” vezettek a kapcsolat végéhez.

## Filmográfia
| Év   | Magyar cím                | Eredeti cím                 | Szerep                     | Megjegyzés |
| ---- | ------------------------- | --------------------------- | -------------------------- | ---------- |
| 2015 | Édes sütnivaló            | A Christmas Reunion         | Amy Stone                  |            |
| 2012 | Kék lagúna: Ébredés       | Blue Lagoon: The Awakening  | Barbara Robinson           | tv-film    |
| 2005 | Edmond (film)             | Edmond                      | B-Girl                     |            |
| 2004 | Boldogító igen, vagy nem  | I Do (But I Don't)          | Lauren Crandell            | tv-film    |
| 2004 | Mindörökké Elvis          | Elvis Has Left the Building | Belinda                    |            |
| 2003 | Horrorra akadva 3.        | Scary Movie 3               | Annie                      |            |
| 2002 | Birodalom (film)          | Empire                      | Trish                      |            |
| 2002 | Téglatesó                 | Undercover Brother          | Penelope Snow              |            |
| 2002 |                           | The Third Wheel             | Diana                      |            |
| 2002 |                           | You Stupid Man              | Chloe                      | TV film    |
| 2001 | Eltanácsolt tanácsadó     | Good Advice                 | Cindy Styne                |            |
| 2001 | Véres Valentin            | Valentine                   | Paige Prescott             |            |
| 1999 | A világ nem elég          | The World Is Not Enough     | Dr. Christmas Jones        |            |
| 1999 | Őrült tempóban            | Tail Lights Fade            | Wendy                      | TV film    |
| 1999 | Szépségtépő verseny       | Drop Dead Gorgeous          | Rebecca 'Becky' Ann Leeman |            |
| 1999 |                           | The Bond Cocktail           | önmaga                     | TV film    |
| 1998 | Vad vágyak                | Wild Things                 | Kelly Lanier Van Ryan      |            |
| 1997 | Csillagközi invázió       | Starship troopers           | Carmen Ibanez              |            |
| 1997 | Út a pokolba              | Nowhere                     | Jana                       |            |
| 1995 | Parti sztráda, California | PCH-1                       |                            |            |
| 1994 |                           | Tammy and the T-Rex         | Tammy                      |            |
| 1993 | Haláli fegyver            | Loaded Weapon 1             | Cindy                      |            |